# Homerun (Album)
Homerun ist der Titel eines Doppelalbums der Kelly Family, welches im Jahre 2004 erschien.

## Entstehungsgeschichte
Auf dem Album haben sechs der Geschwister mitgewirkt. Unter den Gastmusikern findet sich auch ein weiterer Bruder, Paul Kelly, der die Band bereits 1984 verließ. 
Die beiden CDs (Home und Run) spiegeln jeweils eine andere Musikrichtung wider. Auf der CD Home sind durchweg akustische Songs zu hören. Songs wie Walking oder Strange World sind vom Jazz beeinflusst. Die zweite CD, Run, steht in Kontrast zur ersten. E-Gitarren und Schlagzeug sind zu hören. Neben „Gute-Laune-Songs“, wie Streets of Love oder Everybody Is Beautiful, werden auch ernste Themen behandelt: Blood handelt von Kindersoldaten. China Keitetsi, ehemals selbst Kindersoldatin in Uganda, hat die Familie zu diesem Song inspiriert und spricht im Intro von ihren Erfahrungen. Die erste Single-Auskopplung Flip a Coin erzählt vom Selbstmord eines guten Freundes der Familie.

## Titelliste

### CD1: Home
Nr. Titel Musik/Text | lead vocals | Dauer
1. I’ll Be There Kelbros/Kelbros | Patricia, Paddy | 4:16
2. Walking Kelbros/Kelbros | Angelo | 3:49
3. Strange World Kelbros/Kelbros | Patricia | 3:39
4. What If Love... Kelbros/Kelbros | Maite, Paddy | 4:05
5. Don’t Always Want Kelbros/Kelbros | Angelo | 3:46
6. Intro Kelbros/Kelbros | gesprochen von Mutter Teresa | 0:12
7. Carry My Soul Kelbros/Kelbros | Jimmy, Paddy | 3:43
8. Break the Walls Kelbros/Kelbros | Maite, Angelo | 3:52
9. Burning Fire Kelbros/Kelbros | Jimmy | 5:17
10. Don’t Be So Unhappy Kelbros/Kelbros | Paddy | 4:31

Alle Songs wurden bei Kelsong publ./Sony ATV music publ. 2004 veröffentlicht. 

### CD2: Run
1. Babylon Kelbros/Kelbros | Jimmy, Paddy | 4:05
2. Everybody Is Beautiful Kelbros/Kelbros | Paddy, Jimmy, Maite | 4:07
3. Streets of Love Kelbros/Kelbros | Jimmy | 3:22
4. Street Kid (Gucci Shit) Kelbros/Kelbros | Patricia | 3:27
5. Intro Kelbros/Kelbros | gesprochen von China Keitetsi | 0:33
6. Blood Kelbros/Kelbros | Jimmy | 3:51
7. I Wish the Very Best Kelbros/Kelbros | Angelo | 4:37
8. Flip a Coin Kelbros/Kelbros | Joey, Paddy | 4:31
9. Edge of Happiness Kelbros/Kelbros | Angelo | 4:54

Alle Songs wurden bei Kelsong publ./Sony ATV music publ. 2004 veröffentlicht.